# 高年級姐妹會
《高年級姐妹會》（英語：Book Club）是一部2018年美國浪漫喜剧電影，由比爾·霍德曼（Bill Holderman）執導並與艾琳·西姆斯合作編劇，黛安·基頓、珍·芳達、甘蒂絲·柏根和瑪麗·史汀柏格主演；劇情講述四位讀者會的長期好友開始閱讀知名情慾小說《格雷的五十道陰影》，這也改變了她們看待人際關係的方式。
電影由派拉蒙影業定檔2018年5月18日在美國上映，並獲得褒貶不一的評價，但演員們的演技受到媒體與評論家讚美，票房大獲成功，僅以1410萬美元的成本取得超過1.04億美元的票房。2023年推出續集《高年級姊妹會2：下一章》。

## 故事概要
電影的故事環繞著黛安、薇薇安、雪倫、凱倫這四名女子的友誼和個別經歷，講述四人因為推薦文學作品而成為深交40年的好友，四人固定在每個月舉辦一次讀書會，分享各自的閱讀心得和人生體認。
薇薇安是一間酒店的創建者兼業主，當她與40年前相遇但拒絕對方求婚的亞瑟再度重逢時，兩者再度心生曖昧，但是薇薇安因為重視和享受獨立的單身生活，遲遲不願穩定下來。黛安近期因為喪偶，一度陷入陰霾，她的女兒們因為擔心獨居的黛安一旦發生危險時難以應對突發狀況，希望黛安遷居亞利桑那州以便就近照顧她。雪倫是名與前夫離婚長達18年，跟著兒子生活的單身聯邦法官。凱倫則和近期從職場退休的布魯斯是對關係和諧、但近期缺乏性關係互動的夫妻。
某日，四人組在讀書會分享《格雷的五十道陰影》這本書籍的期間，不約而同地被書籍的內容所吸引，她們將這本書視為一個訊號，決定擴大自己的生活圈，追逐她們先前無法獲得的樂趣。當黛安搭乘飛機前往亞利桑那州探視女兒們的期間，認識並和米契建立情感關係，黛安因為近期喪夫且幾十年沒有約會經驗，對深入發展這段關係感到猶豫不決。薇薇安花更多的時間和亞瑟在一起，但她對關係承諾的恐懼使她與他保持距離。凱倫對丈夫拒絕與她發生性關係感到沮喪，但是通過閱讀這本書，她意識到他們錯過了一些事物。雪倫則註冊了一個線上約會帳戶，準備讓自己重新開始和男人約會。
接下來的期間，四人組繼續在讀書會閱讀《格雷的五十道陰影》系列續集，同時試圖弄清楚如何解決她們各自經歷的問題。黛安面對女兒們繼續向她施壓、要求她搬到亞利桑那州的心理壓力，但是她不希望離開她的交友圈，甚至偷偷溜出去見米契。當她的女兒們發現聯繫不上黛安時，她們向警方報案尋找黛安的下落，在米契的家裡找到了她，堅持讓黛安搬進她們家的地下室，這意味著黛安與米契的關係，將隨著黛安的遷居畫下句點。最終，黛安向女兒們表明自身的立場，稱道雖然她的年紀大了，但是她並不需要受到監視。黛安收拾好行李，前往米契家，雙方在那裡複合。
當亞瑟要求薇薇安同意兩人的戀愛關係承諾時，她表示拒絕，儘管亞瑟保證他希望薇薇安繼續獨立。在亞瑟前往機場后不久，薇薇安意識到她犯了一個錯誤，並試圖追趕他，但錯過了亞瑟的班機。然而事情發展出乎薇薇安的預料：當她回到酒店時，她發現亞瑟在等她，他們重新點燃了他們的關係。
凱倫對布魯斯拒絕與她發生性關係感到沮喪，想方設法挑起對方的情慾，但未能奏效，於是她暗地在給他的啤酒加了勃起功能障礙藥物，反而引起布魯斯的不滿，因為這不是導致問題的原因，讓凱倫策劃讓兩者發生性關係的計劃以失敗告終。後來布魯斯承認，他其實是因為退休而感到壓力很大，不知道該怎麼對待自己。他們最終在募款才藝表演中一起跳舞后和解。
另一方面，雪倫雖然利用線上約會帳戶認識一名男子，還和對方約會數次，但最終認為對方並不適合自己，未再和對方連繫。她在兒子的訂婚派對上發表演說，在那裡她意識到每個人都應該相愛和幸福。最終，雪倫再次打開自己的線上約會帳戶，希望能找到真正適合自己的對象。

## 演員
- 黛安·基頓飾演黛安（Diane）
- 珍·芳達飾演薇薇安（Vivian）
- 甘蒂絲·柏根飾演雪倫（Sharon）
- 瑪麗·史汀柏格飾演凱倫（Carol）
- 安迪·加西亞飾演米契（Mitchell）
- 唐·強生飾演亞瑟（Arthur）
- 格雷格·T·尼爾森（英语：Craig T. Nelson）飾演布魯斯（Bruce）
- 李察·德雷福斯飾演喬治（George）
- 艾莉西亞·席薇史東飾演吉兒（Jill）
- 凱蒂·阿賽爾頓（英语：Katie Aselton）飾演亞德莉安（Adrianne）
- 小埃德·貝格里飾演湯姆（Tom）
- 華萊士·肖恩飾演德雷克（Derek）
- 莉莉·波爾丹（英语：Lili Bordán）飾演艾琳（Irene）
- 托米·德維飾演克里斯（Chris）
- 莫西娅·梦露（英语：Mircea Monroe）飾演雪兒（Cheryl）

《格雷的五十道陰影》作者埃里卡·倫納德及其丈夫尼爾·倫納德（Niall Leonard）客串演出凱倫和布魯斯的鄰居。

## 外部連結
- 互联网电影数据库（IMDb）上《高年級姐妹會》的资料（英文）
- 高年級姐妹會的Instagram帳戶